# Турбинка (Мозырский район)
Турбинка (бел. Турбінка) — деревня в Мозырском районе Гомельской области Беларуси. Входит в состав Осовецкого сельсовета.

## География

### Расположение
В 33 км на юго-запад от Мозыря, 29 км от железнодорожной станции Козенки (на линии Калинковичи — Овруч), 166 км от Гомеля.

### Гидрография
На реке Любино (приток реки Сколодина).

## Транспортная сеть
Транспортные связи по просёлочной, затем автодороге Лельчицы — Мозырь. Планировка состоит из криволинейной улицы, ориентированной с юго-запада на северо-восток, к которой присоединяются с юга 2 переулка. Застройка неплотная, деревянная, усадебного типа.

## История
По письменным источникам известна с XIX века как село в Мозырском уезде Минской губернии. В 1879 году обозначена как хутор в Скрыгаловском церковном приходе. В 1908 году в Слобода-Скрыгаловской волости Мозырского уезда Минской губернии. В 1932 году жители вступили в колхоз. Во время Великой Отечественной войны в окрестности действовал партизанский отряд. В июне 1943 года оккупанты полностью сожгли деревню и убили 1 жителя. 19 жителей погибли на фронте. Согласно переписи 1959 года в составе совхоза «Осовец» (центр — деревня Осовец).

## Население

### Численность
- 2004 год — 7 хозяйств, 10 жителей.

### Динамика
- 1897 год — 12 дворов, 129 жителей (согласно переписи).
- 1908 год — 18 дворов, 164 жителя.
- 1925 год — 36 дворов.
- 1940 год — 196 жителей.
- 1959 год — 281 житель (согласно переписи).
- 2004 год — 7 хозяйств, 10 жителей.